# Вальянівка
Валья́нівка — пасажирський залізничний зупинний пункт Лиманської дирекції Донецької залізниці на лінії Ступки — Краматорськ між станціями Часів Яр (8 км) та Ступки (8 км). Розташований неподалік села Богданівка Бахмутського району Донецької області.
Пасажирське сполучення не здійснюється понад 10 років.